# Myrmecophilus mauritanicus
Myrmecophilus mauritanicus är en insektsart som först beskrevs av Lucas, H. 1849.  Myrmecophilus mauritanicus ingår i släktet Myrmecophilus och familjen Myrmecophilidae. Inga underarter finns listade i Catalogue of Life.